# Dasybasis punensis
Dasybasis punensis är en tvåvingeart som först beskrevs av James Stewart Hine 1920.  Dasybasis punensis ingår i släktet Dasybasis och familjen bromsar. Inga underarter finns listade i Catalogue of Life.